# لیسبت سالاندر
لیسبت سالاندر (به سوئدی: Lisbeth Salander) یک شخصیت ساختگی در سری رمان سه‌گانه میلنیوم به قلم روزنامه‌نگار و نویسنده سوئدی استیگ لارسن است. او به عنوان شخصیت اصلی این مجموعه در کنار میکائیل بلومکویست روزنامه‌نگار حضور دارد.
لیسبت سالاندر برای اولین بار در نسخه اولیه رمان با نام دختری با خالکوبی اژدها (منتشرشده در سال ۲۰۰۵) حضور پیدا کرد و پس از آن در کتاب‌های بعدی شامل دختری که با آتش بازی کرد (۲۰۰۶)،  دختری که به لانه زنبور لگد زد (۲۰۰۷)، دختری در تار عنکبوت (۲۰۱۵) و دختری که چشم در ازای چشم می‌گیرد (۲۰۱۷) نیز ظاهر شد.

## شخصیت لیسبت
لیسبت سالاندر (زاده ۳۰ آوریل ۱۹۷۸)، دختری ۲۴ ساله لاغر و رنگ پریده، دارای موهایی کوتاه به رنگ سیاه تیره، بینی و ابروهایی سوراخ شده و دارای چندین خالکوبی در گردن، دست چپ، مچ و ساق پا و یک خالکوبی اژدها بر روی پشت شانهٔ چپ او دیده می‌شد. او یک هکر حرفه‌ای کامپیوتر در سطح جهانی با اسم رمز واسپ «Wasp» و دختری دردسرساز، دارای حافظه‌ای قوی و روابط اجتماعی ضعیف بود. لیسبت خواهری دوقلو به نام کامیلا دارد، اما آن‌ها هیج رابطه‌ای با یکدیگر ندارند. مادر او آینتا سوفیا سالاندر و پدرش الکساندر زالاچنکو برای شوروی جاسوسی می‌کرد. در زمان کودکی، زالاچنکو مادر این دو کودک را مورد آزار قرار می‌داد. در یکی از این روزها، هنگامی که لیزبث ۱۲ ساله بود، با پرتاب کارتن شیری محتوی بنزین به سمت پدرش قصد آتیش زدن او را داشت. اما پدرش از این حادثه جان سالم به در برد و لیزبث نیز به کلینیک روان‌پزشکی کودکان فرستاده شد.
لیسبت دارای شخصیتی بسیار پیچیده است، او فردی ضد اجتماعی و به هیچ وجه قادر به ابراز احساسات خود به دیگران نبود و در مواقع خطر بدون هیچ تردید و احساس گناه به دیگران آسیب می‌رساند. او به صورت قانونی تحت نظر شخصی به نام هولگر پالمگرن بود. هولگر تنها کسی است (در کنار میکائیل بلومکویست) که او به آن اعتماد دارد. اما وقتی هولگر دچار سکته مغزی شد، یک وکیل به نام نیلز بورمن جایگزین او شد که از موقعیت خود برای سوء استفاده جنسی از لیزبث استفاده می‌کرد.

## فیلم‌ها
در سال ۲۰۰۹ یک سه‌گانه فیلم سوئدی توسط استودیو یلو برد و به کارگردانی نیلس آردن اپلو (قسمت اول) و دنیل آلفردسون (قسمت‌های دوم و سوم) بر پایه این رمان‌ها ساخته شد. در این سه‌گانه فیلم نومی راپاس نقش لیسبت سالاندر را ایفا می‌کرد. در نسخه آمریکایی فیلم دختری با خالکوبی اژدها که تنها اقتباسی از کتاب اول است، رونی مارا بازی در نقش لیسبت سالاندر را بر عهده داشت که در ژانویه سال ۲۰۱۲، نامزد جایزه اسکار بهترین بازیگر نقش اول زن شده بود.
در فیلم دختری در تار عنکبوت (۲۰۱۸) نیز هنرپیشه انگلیسی کلر فوی نقش سالاندر را ایفا کرده است.